# Movimiento estudiantil de la UNAM (1999-2000)
El movimiento estudiantil de la UNAM de 1999-2000 surge el 11 de febrero de 1999 cuando el entonces rector de la Universidad Nacional Autónoma de México (UNAM), Francisco Barnés de Castro, presentó ante el Consejo Universitario (máximo órgano de toma de decisiones de la institución) una propuesta de modificación al Reglamento General de Pagos (RGP). Con esta reforma se actualizaban los cobros por concepto de inscripción y servicios con base a un tabulador anclado al valor del salario mínimo. El anuncio detonó un proceso de discusión y articulación de las diferentes agrupaciones políticas estudiantiles de la UNAM. Tras la aprobación del RGP por parte del Consejo Universitario, el 15 de marzo, los agrupaciones, colectivos y corrientes estudiantiles conformaron la Asamblea Estudiantil Universitaria (AEU); el 20 de abril, luego de una intensa campaña de movilización y ante la evidencia de que la rectoría no echaría atrás las reformas aprobadas, la AUE se constituye como Consejo General de Huelga tras la ocupación de buena parte de las instalaciones universitarias . Iniciaba así el paro de actividades más largo en la historia de la UNAM.
La huelga en la UNAM de 1999-2000 fue un tema de discusión permanente en los medios de comunicación mexicanos durante los 10 meses que duró conflicto. Muchos actores políticos fijaron posturas ante ella: el alto clero católico, los partidos políticos, el Consejo Coordinador Empresarial (CCE), la Confederación Patronal de la República Mexicana (COPARMEX), intelectuales, el Ejército Zapatista de Liberación Nacional, las Fuerzas Armadas Revolucionarias del Pueblo, Tendencia Democrática Revolucionaria-Ejército del Pueblo.

## Las reformas al Reglamento General de Pagos

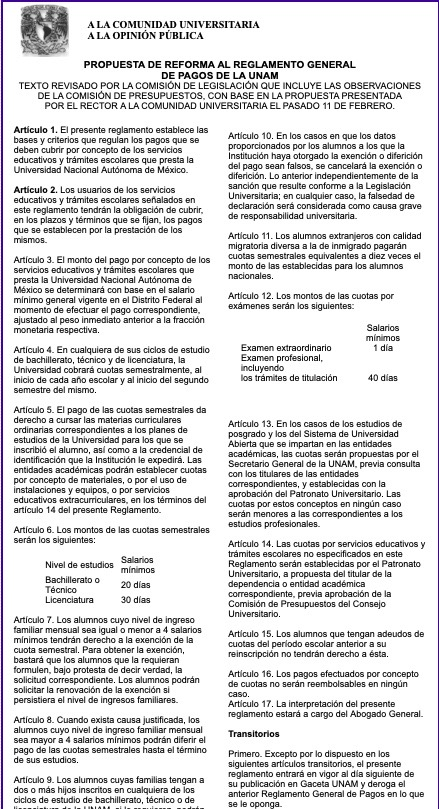
Fragmento del RGP en su versión del 15 de marzo de 1999, aprobado por el H. Consejo Universitario de las UNAM

Las reformas al Reglamento General de Pagos fueron el detonante de la huelga estudiantil. Sin embargo, el malestar generado por esta medida permitió que las y los estudiantes organizados colocaran otros temas en la agenda política del movimiento, como derogación de las reformas al Reglamento General de Inscripciones (RGI), aprobadas en 1997, que imponían condiciones a los estudiantes del bachillerado de la UNAM para acceder al pase reglamentado a la licenciatura. Se cuestionó, además, que la Universidad permitiera la aplicación del Examen Único de Ingreso al Bachillerato por parte del Centro Nacional para la  Evaluación de la Educación Superior (CENEVAL). Al igual que el movimiento estudiantil encabezado por el Consejo Estudiantil Universitario (CEU) de 1986-87, el movimiento de 1999-2000 veía en las formas de gobierno de la UNAM la condición de posibilidad de nuevos conflictos, por lo se planteó la necesidad de un cambio democratizador. Estas y otras reivindicaciones culminarían, como se señala más adelante, con la elaboración de un pliego petitorio de seis puntos que se mantendrá casi sin variaciones durante todo el conflicto.
Sin embargo, tanto la opinión pública como buena parte de la comunidad estudiantil consideraba que el problema principal eran las cuotas, por lo que las medidas tomadas por las autoridades universitarias para destrabar el conflicto se centraron en cambios al RGP.Al momento de las reformas de Barnés de Castro, el RGP vigente era de 1948, y su última actualización databa de 1961. En términos reales, si bien el cobro de cuotas era legal en la UNAM, la devaluación de su valor a pesos corrientes reforzaron la idea entre el estudiantado de que la gratuidad era un hecho. Por su parte, para las autoridades universitarias, las reformas al RGP suponían restituir "las cuotas que la UNAM siempre ha cobrado al valor real que tenían a principios de la década de los 50".
En su primera versión, de hecho, el Reglamento General de Pagos establecía el pago obligatorio de 15 días de salario mínimo para el bachillerato y el nivel técnico, y 20 días para el nivel licenciatura; se estipulaban, además, cobros de un salario mínimo para exámenes extraordinarios y 40 días para los exámenes profesionales. El artículo 13 señalaba que los cobros en el posgrado serían establecidos por la Secretaría General de la UNAM; el artículo 14, por su parte, señalaba que los costos por otros servicios no establecidos en el RGP serían determinados por el Patronato Universitario. En el RGP se señalaba, además, que para los estudiantes extranjeros los costos serían 10 veces superiores.
  

El 7 de junio de 1999, a poco más de un mes de haber estallado la huelga, Barnés de Castro, junto con algunos consejeros universitarios estudiantiles afines al Partido de la Revolución Democrática (PRD), logró la aprobación de una nueva versión del RGP en la que se establecía que las cuotas por concepto de inscripción se volvieron voluntarias, tal como lo expresa uno de sus artículos:   
Artículo 4. En cualquiera de los ciclos de estudio de la Universidad, al inicio de cada año escolar y al inicio del segundo semestre del mismo, los alumnos cubrirán una inscripción semestral que tendrá carácter voluntario. Cada alumno determinará, en función de su situación económica, si está en posibilidades de cubrir, total o parcialmente, o no cubrir los montos señalados. 
Este nuevo RGP fue suspendido oficialmente por acuerdo del 13 de abril de 2000. 

### De la Asamblea Estudiantil Universitaria al Consejo General de Huelga

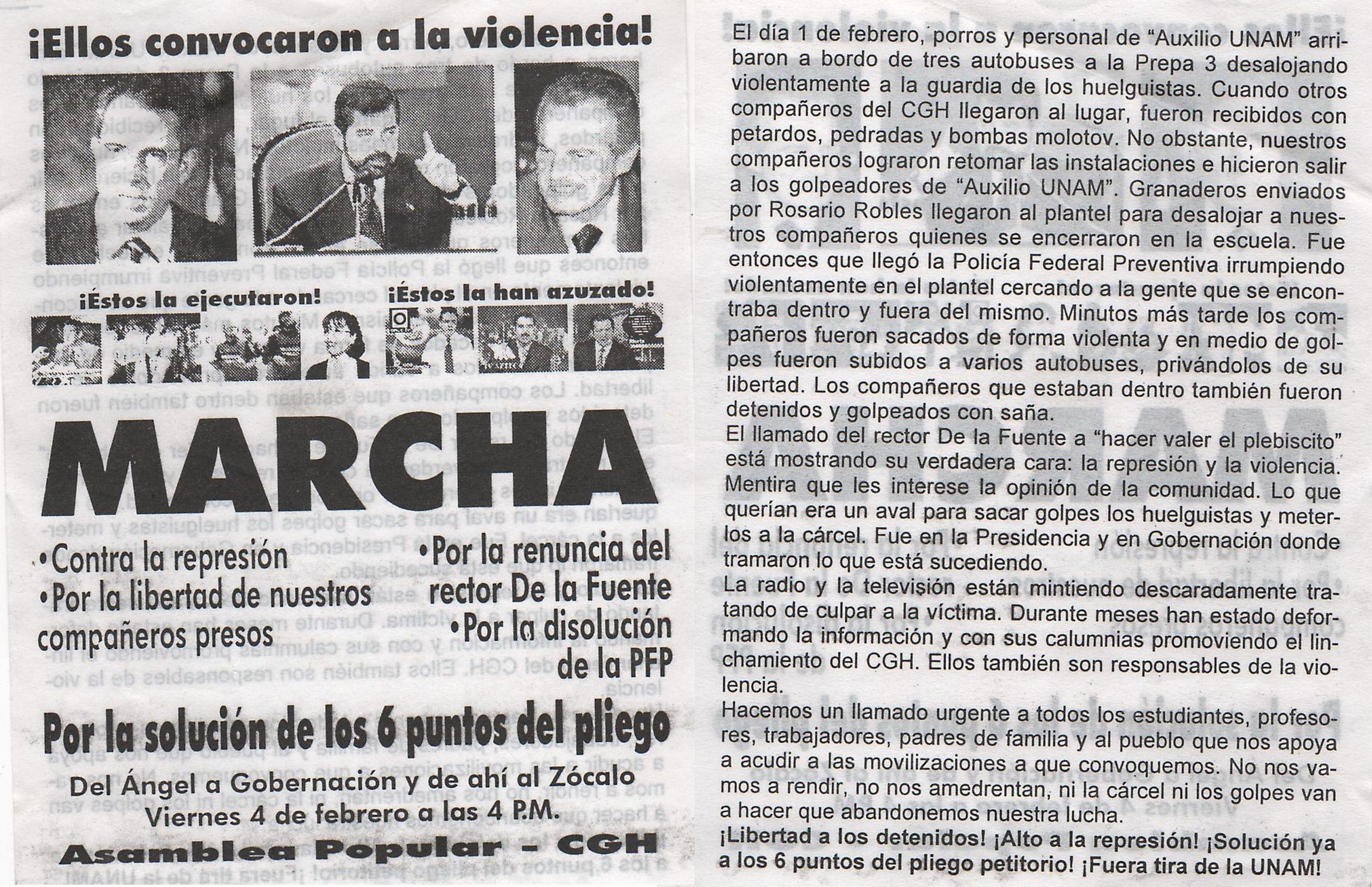
Otro de los muchos volantes a través de los cuales el CGH daba a conocer entre la población su punto de vista del conflicto.

A la propuesta de modificación del RGP comenzó a llamársele desde febrero de 1999: "El Plan Barnés", en alusión al apellido de su impulsor, el rector Francisco José Barnés de Castro. Dicha propuesta contemplaba el aumento de las cuotas por concepto de inscripción, pago semestral y otros servicios.  Al parecer, por el comportamiento del gobierno federal, no se contó con la anuencia del Presidente de la República, Ernesto Zedillo Ponce de León ni con el visto bueno del entonces jefe de gobierno capitalino, Cuauhtémoc Cárdenas Solórzano, quien después se deslindaría. La propuesta ocupó grandes espacios de tiempo en los medios de difusión, además de cientos de artículos en la prensa de México.
Mientras todo lo anterior acontecía en la esfera de la planeación universitaria, en las diversas Facultades y Escuelas de la Universidad, representantes de diversos bloques estudiantiles analizaban la forma en que responderían de ser aprobada la propuesta del rector. Los grupos, constituidos como Asamblea Estudiantil Universitaria (AEU) consideraban que, frente a la postura de rectoría que se empeñaba en llevar a cabo su proyecto no importando el descontento de la comunidad, el único camino sería la huelga; sin embargo, no lograban ponerse de acuerdo en los tiempos.
El 11 de marzo de 1999 la AEU llamó a un paro parcial para manifestarse contra las reformas.
La mañana del 15 de marzo del mismo año, en el auditorio Ignacio Chávez del Instituto Nacional de Cardiología fue aprobado el nuevo Reglamento General de Pagos. La forma en la que tuvieron que ser aprobadas las modificaciones orilló a muchos universitarios que apoyaban el aumento a sumarse al movimiento estudiantil en contra de éstas.
De nueva cuenta, el 24 de marzo, la AEU convocó a un paro de labores al que se sumaron 27 escuelas.Desde ese momento las discusiones sobre la fecha del estallido de la huelga se intensificaron, lo que originó que el 7 de abril, en la sesión de la Asamblea Universitaria, se resolviera estallar la huelga el 20 de abril. De igual forma se acordó integrar una comisión que elaborara una propuesta sobre el pliego petitorio.
El 25 de marzo de 1999, el Consejo General de Huelga (CGH) de la UNAM publica su Primer Manifiesto a la Nación, en el cual expresan sus puntos de desacuerdo con el aumento de cuotas, así como un primer esbozo de lo que después se convertiría en el pliego petitorio del movimiento. En el documento se argumenta que la huelga es, históricamente, el último recurso del movimiento ante la falta de diálogo con las autoridades universitarias y se invita a un Diálogo Nacional sobre la universidad pública y gratuita.
Finalmente el 15 de abril, 92 mil 355 estudiantes se manifestaron contra "El Plan Barnés", mediante una consulta convocada por la AEU.
El 20 de abril de 1999 a las cero horas la Asamblea Estudiantil Universitaria se constituyó el Consejo General de Huelga.

## El Consejo General de Huelga
El 20 de abril se publica el Segundo Manifiesto a la Nación del Consejo General de Huelga de la UNAM. En el documento, el movimiento universitario declararía ser garante "de una de las conquistas más importantes de las luchas revolucionarias de 1910, y de los movimientos estudiantiles de 1929, 1966, 1968, 1987 y 1992 que defendieron y refrendaron este derecho: la gratuidad de la educación" y refrendaría su pliego de peticiones que exigía la abrogación del RGP. Además de lo anterior, demandaba la conformación de un espacio de diálogo democrático y resolutivo, el retiro de sanciones y castigos a quienes participasen en el movimiento, la recuperación de días de clase invertidos en el movimiento; y la derogación de las reformas de 1997, con lo que, según el documento, se recuperaría el "pase automático", eliminaría los límites de permanencia de los estudiantes en la universidad y se respetaría la elección de carrera.
Aunque el pase automático no fue acotado al grado que buscaba Jorge Carpizo MacGregor con las propuestas derivadas de su documento Fortaleza y debilidad de la UNAM, la reforma de 1997 fue rechazada por algunos estudiantes de la UNAM.

## El pliego petitorio
Pliego Petitorio oficial del Consejo General de Huelga; fue aceptado y firmado durante acuerdos del diálogo público entre el CGH y las autoridades universitarias el 10 de diciembre de 1999:
- 1. Abrogación del Reglamento General de Pagos y anulación de todo tipo de cobros por inscripción, trámites, servicios, equipo y materiales.

- 2. Derogación de las reformas aprobadas por el Consejo Universitario en junio de 1997. Esto significa recuperar el pase automático, eliminar los nuevos límites de permanencia a los estudiantes de la UNAM y respetar la elección de carrera dando prioridad al bachillerato de la UNAM por encima de los egresados de otras instituciones educativas.

- 3. Congreso democrático y resolutivo en el que toda la comunidad discuta y decida sobre los problemas que enfrenta nuestra universidad y cuyas decisiones tengan carácter de mandato para toda la comunidad universitaria y sean acatadas por las autoridades.

- 4. Desmantelamiento del aparato represivo y de espionaje montado por las autoridades y anulación de todo tipo de actas y sanciones en contra de maestros estudiantes y trabajadores que participamos en el movimiento.

- 5. Corrimiento del calendario escolar tantos días como los días efectivos de clase suspendidos por el actual conflicto, con la correspondiente anulación de las clases extramuros.

- 6. Rompimiento total y definitivo de los vínculos de la UNAM con el Centro Nacional de Evaluación para la Educación Superior A.C. (CENEVAL) y, en consecuencia, la anulación del examen único de ingreso al bachillerato de las universidades y escuelas públicas, así como del Examen Único de Egreso. (El sexto punto fue agregado el 3 de mayo de 1999 en Asamblea del CGH en el auditorio Ernesto "Che" Guevara).[23]

- 7. Libertad de todos los presos políticos. (El séptimo punto fue agregado el 1 de febrero de 2000 al ser detenidos 228 estudiantes -en el Plantel 3 de la ENP- y absuelto automáticamente el día 7 de junio de 2000 al ser liberados los últimos 6 presos del CGH).

## La polarización
A los pocos días de iniciar la huelga, las posiciones entre quienes estaban a favor y quienes estaban en contra del movimiento y el CGH se radicalizaron. Por un lado, a favor de la propuesta -del aún Rector de la UNAM-, su adhirieron algunos exrectores recientes, así como todas las autoridades académicas y administrativas universitarias; el Gobierno federal, los partidos Acción Nacional (PAN) Revolucionario Institucional (PRI) y los medios masivos de comunicación, destacando en la prensa escrita el diario "La Prensa". Por otro lado, en contra de la propuesta: padres de familia de los huelguistas, constituidos ya en una asamblea, un número importante de profesores y académicos, comunidades universitarias de otras institucionales de México, el Partido de la Revolución Democrática (PRD), el Partido del Trabajo (PT), organizaciones sociales y movimientos de izquierda, incluyendo al Ejército Zapatista de Liberación Nacional (EZLN), así como algunos medios impresos de comunicación, entre los que destacaría el diario La Jornada.

## La propuesta de los profesores eméritos
Al tercer mes de la huelga, los profesores eméritos de la UNAM (Miguel León-Portilla, Héctor Fix Zamudio, Manuel Peimbert, Luis Villoro, Adolfo Sánchez Vázquez, Luis Esteva Maraboto, Alfredo López Austin y Alejandro Rossi) propondrían suspender la actualización de pagos por servicios directos y llevar el debate sobre la relación entre la UNAM y el CENEVAL, así como los reglamentos de exámenes e inscripciones a "espacios de discusión y análisis sobre los problemas fundamentales de la Universidad"; es decir, a un Congreso Universitario, en el momento que el CGH manifestara su intención de levantar la huelga. La propuesta sería respaldada por 41 académicos de diversas disciplinas, sin embargo, el CGH continuó en su postura.

## Intentos de continuar la vida académica
El conflicto continuó, de manera que los estudiantes y profesores que se oponían a la huelga, o que no veían una solución pronta al conflicto, iniciaron las llamadas "clases extramuros". En la Facultad de Ingeniería, las clases se llevaron a cabo en diversas sedes, grupos de no menos de 40 personas utilizaron las aulas prestadas por la Universidad Latinoamericana, para tomar los cursos del 1.er semestre, y las calificaciones obtenidas fueron validadas por las autoridades universitarias.
También se usaron naves industriales como aulas para estudiantes ceceacheros. Un caso particular: Vallejo, se trasladaron las clases a una nave ubicada en la estación del Metro Valle Gómez. Era común escuchar al estudiantado decir que ellos pertenecían al CCH vallejo-mez. Conforme pasó el tiempo, la sede se mudó a Nativitas, sin embargo, no todas las clases fueron válidas, fue una etapa muy difícil donde la comunidad estudiantil se vio reducida, parte por desilusión y otras por desesperanza reflejada en “tiras de materias fantasmas”. 
Para el caso del CCH Naucalpan se abrieron dos sedes alternas ubicadas en los números 4 y 42 de la calle Valle de México, colonia el Mirador Naucalpan donde se impartieron cursos de diferentes asignaturas incluyendo asignaturas para los alumnos de nuevo ingreso y exámenes extraordinarios, todas las calificaciones fueron reconocidas por la institución.

## Moderados contraultras
Mientras tanto, al interior del CGH comenzarían también a vivirse algunas divisiones surgiendo dos grupos, los "moderados"  (querían el cumplimiento cabal de los 6 puntos al principio, y también aceptarían desde bajar 2 o 4 de los seis puntos hasta aceptar la propuesta de "los eméritos¨ que no cumplía ni con un solo punto del pliego petitorio), y los ultras (que seguirían luchando hasta que se cumplieran los 6 puntos del pliego petitorio) en ambos bandos se especula que existió intervención de miembros del PRD.
Para finales del año, el movimiento estudiantil estaba cada vez más dividido y con menos apoyo por parte de la sociedad civil. Por su parte, Francisco Barnés de Castro presentaría su renuncia a la rectoría la noche del 12 de noviembre de 1999 y sería sucedido por el Doctor Juan Ramón de la Fuente, quien hasta ese momento se desempeñaba como Secretario de Salud. Al poco tiempo del cambio en la Rectoría, el 11 de diciembre, serían detenidos brevemente[cita requerida] 98 estudiantes que habían participado en una manifestación frente a la embajada de Estados Unidos, reivindicando las protestas en Seattle contra la Organización Mundial de Comercio.

## El plebiscito
El año 2000 traería consigo una mayor fragmentación interna del CGH. Ante la larguísima y desgastante situación de la huelga, se convocó a un plebiscito por parte de Rectoría para pulsar la opinión de la comunidad universitaria respecto a la llamada "Propuesta Institucional", del mismo rector, ofreciendo dejar sin efecto el RGP aprobado en 1999, la realización del Congreso Universitario, donde se analizaría y definiría lo relativo a los reglamentos generales de inscripciones y exámenes aprobados en 1997 cuyo resultado fue la reforma al pase automático, la relación entre la UNAM y el CENEVAL, la regularización de todas las situaciones escolares, y que las autoridades universitarias gestionarían en el ámbito de su competencia el retiro de actas en contra de universitarios participantes en el movimiento, todo ello a cambio de que se levantara la huelga.
Diversas voces, entre las que se encontraban personalidades del ámbito cultural como Sealtiel Alatriste, Homero Aridjis, Alí Chumacero, José Ramón Enríquez, Carlos Fuentes, Cristina Pacheco, Elena Poniatowska, Carlos Monsiváis, Ignacio Solares, Joaquín Ramón Xirau y Sara Sefchovich, entre otras, se expresaron a favor del plebiscito e hicieron un llamado al CGH a aceptar sus resultados, pues decían, "el movimiento ya había ganado, y de no levantar la huelga podría perderse incluso la propia Universidad"[cita requerida].
El Consejo General de Huelga no aceptaría como válidos los resultados del plebiscito, en el que entre ocho y nueve de cada diez participantes (que asistieron a votar con credencial de estudiante en mano[cita requerida]) estaría a favor de que la huelga se resolviera a partir de la "Propuesta Institucional" de Rectoría. Para sustentar su rechazo al plebiscito, el CGH llamaría unilateralmente al ejercicio "el gran fraude plebiscitario"[cita requerida]. Como consecuencia de los resultados del plebiscito, estudiantes del Centro Universitario de Estudios Cinematográficos (CUEC) y de la Escuela Nacional de Enfermería y Obstetricia (ENEO), todos identificados con el ala "moderada", determinarían la entrega de sus instalaciones a Rectoría.
Dicho plebiscito fue realizada con el apoyo de la casa encuestadora "Consulta Mitofsky". Los resultados fueron cuestionados por el CGH por motivos como decir que "se basaba en un ejercicio estadístico"[cita requerida], que no existía un padrón de toda la comunidad universitaria, lo cual propiciaba que se pudiera votar en más de una ocasión, que el conteo del total de los votos fue a puerta cerrada donde ni los medios ni el resto de la comunidad pudo estar presente de la veracidad de los resultados, tomando en cuenta que el nivel de participación total de universitarios no era ni el 8% de la matrícula de la UNAM. Al término del conteo, el 90% de quienes votaron se pronunciaron a favor del fin de la huelga.[cita requerida].

## La intervención de la Policía Federal Preventiva

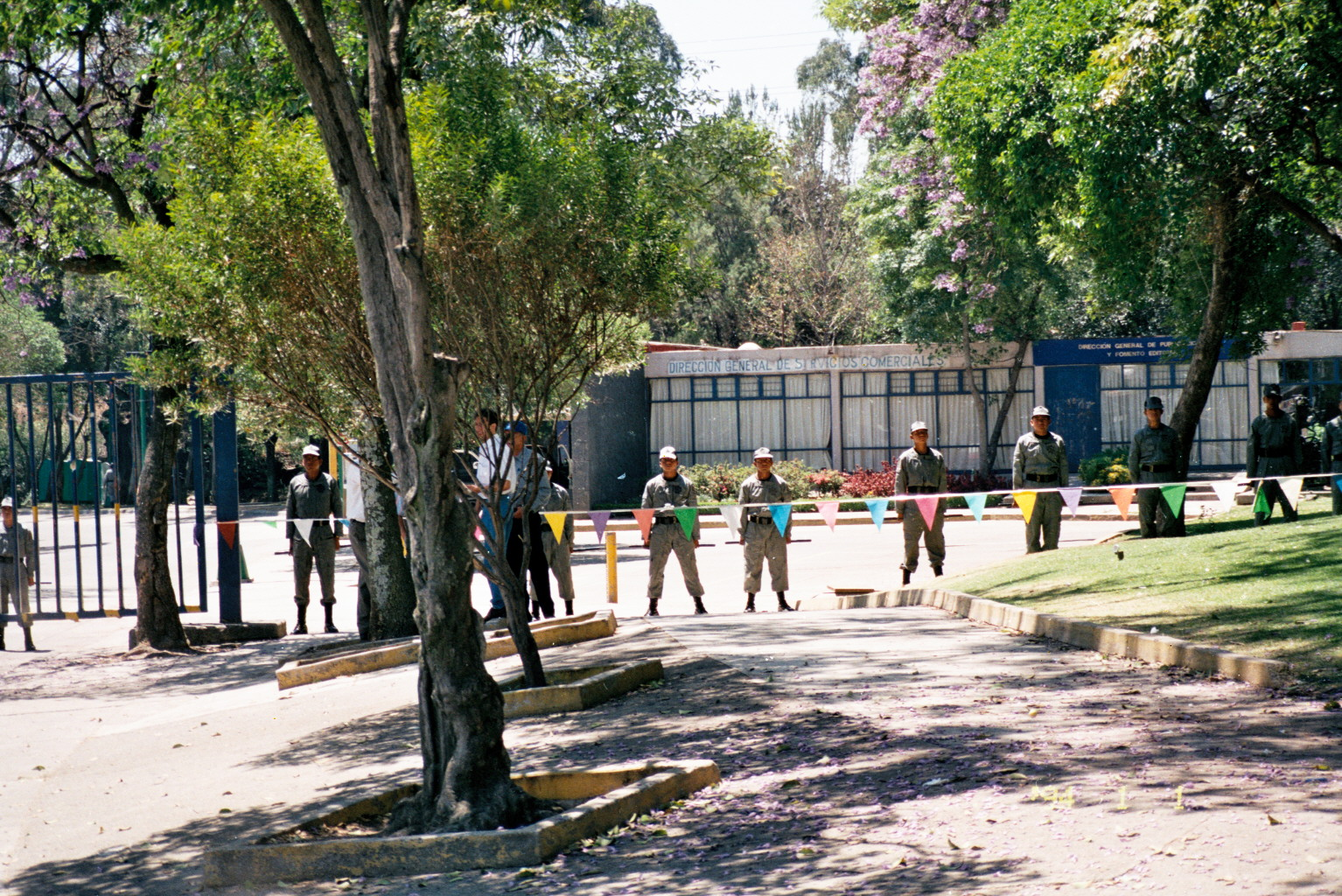
La Policía Federal Preventiva en la entrada principal de la UNAM. 12 de febrero de 2000.

La carta de los intelectuales validando el plebiscito y la entrega de instalaciones por parte de los moderados, fue la base sobre la cual el Gobierno federal intervino en la solución del conflicto, y la madrugada del domingo 6 de febrero de 2000, utilizando como justificante el hecho de que el anterior jueves 3 del mismo mes se suscitaron hechos violentos en las afueras de las instalaciones de la Escuela Nacional Preparatoria n.º 3, elementos de la Policía Federal Preventiva (PFP), según órdenes giradas por el entonces presidente de México Ernesto Zedillo Ponce de León, entrarían en la máxima casa de estudios y detendrían a poco más de 700 estudiantes, el grueso de los miembros aún pertenecientes al ala "ultra" del CGH. No sería sino hasta el 23 de abril, a un año y tres días de iniciada la huelga y más de ocho meses de la propuesta de los eméritos, que los 3100 elementos de la PFP que patrullaron Ciudad Universitaria desde el mes de febrero, abandonarían por completo las instalaciones de la Ciudad Universitaria.

## Balance final
A principios del 2000, el Gobierno Federal tomó la decisión de recuperar las instalaciones, mediante el ingreso de la Policía Federal Preventiva (PFP), con lo cual, se concluyó con nueve meses de paro. Para aquel entonces, el movimiento estudiantil había perdido el apoyo de buena parte de la comunidad universitaria como consecuencia del vaciamiento de las asambleas y los conflictos internos que se vieron agudizados conforme se alargaba el conflicto. A pesar de que el movimiento logró evitar la implementación del nuevo Plan de Cuotas, ("Plan Barnés"); el movimiento no logró derogar las reformas de 1997 con respecto al pase automático, instalación del Congreso Universitario o evitar que la COMIPEMS aplicara los exámenes.
A raíz de la huelga de 1999, hubo pérdidas millonarias dentro la universidad; causadas por la intención del Gobierno, a través del Rector, de imponer nuevas condiciones en la vida universitaria, teniendo como consecuencia la manifestación de grupos porríles, infiltrados y personas ajenas que cometieron vandalismo dentro las instalaciones, tales como robos, grafiteos, destrucción de mobiliario y equipos.
Algunos grupos de activistas, y diversas personas ajenas a la comunidad continúan ocupando espacios en los distintos planteles de la Universidad, conocidos como "Espacio Estudiantil", "Cubículo Estudiantil" o popularmente llamados cubo, como ocurre en la Facultad de Ingeniería o en los pasillos de la Facultad de Contaduría y Administración(FCA) y el Auditorio Justo Sierra (conocido popularmente como "Che Guevara") en el que han ocurrido enfrentamientos porriles entre diversos grupos.

## Cronología del conflicto en la UNAM

### Año 1999

#### Febrero
- 11 de febrero. El rector Francisco Barnés De Castro da a conocer el documento “Sociedad solidaria, universidad responsable” y propone modificar el Reglamento General de Pagos (RGP)

- 19 de febrero. Primera magna asamblea estudiantil en contra del nuevo RGP en el auditorio Ho Chi Min (Facultad de Economía)

- 24 de febrero. Gran asamblea estudiantil en el auditorio Justo Sierra (Facultad de Filosofía y Letras). Primera exhortación al diálogo de parte de los estudiantes al rector Barnés para el 2 de marzo. Acuerdan impedir la sesión de Consejo Universitario
- 25 de febrero. Marcha de las antorchas. Primera marcha estudiantil contra el nuevo RGP del monumento de Álvaro Obregón a Rectoría.[1][29]

#### Marzo
- 2 de marzo. Barnés no asiste al diálogo con estudiantes. Le dirigen una segunda exhortación al diálogo
- 4 de marzo. Segunda marcha estudiantil contra el nuevo RGP, del Parque Hundido a Rectoría
- 11 de marzo. Primer paro de actividades en 23 escuelas de la UNAM. Los estudiantes exigen a Barnés diálogo público. Las autoridades responden que no retirarán su propuesta de incremento de cuotas, y advierten que los participantes en el paro enfrentarán sanciones de carácter legal
- 15 de marzo. Sesión del Consejo Universitario en el Instituto Nacional de Cardiología. Se aprueba el nuevo RGP
- 16 de marzo. Asamblea Estudiantil Universitaria (AEU) anuncia que la huelga es el último recurso para oponerse al nuevo RGP
- 24 de marzo. Segundo paro de actividades en 31 escuelas de la UNAM durante 24 horas
- 25 de marzo. La AEU da a conocer su “Primer Manifiesto a la Nación”.[1][29]

#### Abril
- 8 de abril. Tercera marcha estudiantil contra el nuevo RGP, del Parque de los Venados a Rectoría
- 14 de abril. Inicia la huelga escalonada en la Preparatoria 2
- 15 de abril. Primera consulta general universitaria realizada por la AEU a fin de decidir si estalla la huelga en toda la Universidad. Participan más de 100 mil universitarios (70% responde sí a la gratuidad)
- 18 de abril. Resultados de la primera consulta estudiantil. La mayoría de los votos a favor de la huelga
- 20 de abril. Inicia la huelga estudiantil en 26 escuelas y la AEU se convierte en Consejo General de Huelga (CGH). Asamblea plenaria en auditorio Justo Sierra. “Manifiesto a la Nación” con su pliego petitorio de cinco puntos. Violentos enfrentamientos entre estudiantes a favor y en contra de la huelga en las facultades de Derecho, Veterinaria, Arquitectura, Medicina y en la Dirección General de Preparatorias
- 22 de abril. CGH toma Rectoría y se pronuncian en huelga todas las escuelas y facultades, excepto los institutos de investigación
- 23 de abril. Marcha popular en defensa de la educación gratuita, del Casco de Santo Tomás al Zócalo.
- 24 de abril. Primer Encuentro Nacional de Estudiantes en Defensa de la Educación Gratuita (Facultad de Química)
- 27 de abril. Barnés pide al CGH nombre una comisión representativa para diálogo a puerta cerrada
- 28 de abril. CGH responde a Barnés pidiendo diálogo de cara a la nación: directo, público, abierto y resolutivo sobre los cinco puntos del pliego petitorio y con presencia de medios de comunicación
- 29 de abril. Inician clases extramuros. Manifestación del CGH en la Cámara de Diputados para exigir mayor presupuesto a la educación, 8% del PIB. El CGH lanza su Segundo Manifiesto a la Nación en respuesta a la iniciativa de diálogo privado que propone Barnés.[1][29]

#### Mayo
- 3 de mayo. CGH lanza el 6° punto del pliego petitorio: rompimiento de vínculo con el Ceneval
- 5 de mayo. Inician contactos de la Comisión Plural de Investigadores (CPI) con una comisión de enlace del CGH y la oficina del rector para promover el acercamiento de ambas partes y resolver el conflicto
- 10 de mayo. Asamblea plenaria del CGH (auditorio Che Guevara). Lanzan ultimátum a Barnés para que a más tardar el 15 de mayo responda al pliego petitorio o exigirán su renuncia
- 12 de mayo. Marcha de Tlatelolco al Zócalo acompañada por estudiantes de Bachilleres, IPN, UAM, ENAH, Chapingo, padres de familia, académicos; SME, CNTE, STUNAM. Tercer “Manifiesto a la Nación” del CGH
- 14 de mayo. Asamblea plenaria de CGH fuera de CU (Preparatoria 3). Denuncian la violencia institucional y persecución
- 17 de mayo. Asamblea plenaria de CGH (Preparatoria 7). Reestructuración del CGH. Niegan acceso a medios de comunicación a las asambleas. Televisa, TV-Azteca, TV-unam y Radio Red son vetados. Ultimátum de diálogo al rector para el 20 de mayo o de lo contrario se le desconocerá como interlocutor
- 18 de mayo. Cuarto “Manifiesto a la Nación” del CGH
- 20 de mayo. Concierto del CGH conmemorando el primer mes de huelga en el Estadio Olímpico Universitario México 68
- 21 de mayo. Marcha conjunta CGH y CNTE del Zócalo a Los Pinos
- 22 de mayo. Asamblea plenaria de CGH (Preparatoria 2). Se presentaron tres miembros de la Comisión de Encuentro de Rectoría para invitar al CGH a reunirse en la sala de juntas del Consejo Técnico de Humanidades
- 24 de mayo. CGH rechaza acudir a la reunión convocada por la Comisión de Encuentro de Rectoría pues continúan las clases extramuros y actos de represión y hostigamiento
- 26 de mayo. Asamblea plenaria del CGH (Preparatoria 8). CGH se divide por votación de 89 delegados a favor de imponer condiciones y 79 en contra para tener un encuentro con representantes de Rectoría. Se regresa la discusión a asambleas de cada escuela. Quita el veto a medios de comunicación, excepto Televisa, TV-Azteca y Radio Red
- 27 de mayo. Primera Consulta Metropolitana por la Educación convocada por el CGH, 700 mil votos aproximadamente
- 29 de mayo. Asamblea plenaria extraordinaria del CGH (ENAP). Acuerdan reunirse con la Comisión de Encuentro de Rectoría para entregar el formato de diálogo.[1][29]

#### Junio
- 2 de junio. Encuentro entre comisiones del CGH y Rectoría dura 10 minutos (auditorio Che Guevara)
- 3 de junio. Barnés propone cuotas voluntarias
- 4 de junio. Asamblea plenaria del CGH (Preparatoria 9). Consideran que la propuesta de cuotas es una provocación para dividir al movimiento estudiantil
- 7 de junio. Sesión del Consejo Universitario (Antigua Escuela de Medicina). Aprueban por 99 votos a favor, cuatro en contra y 22 abstenciones modificación al RGP que convierte las cuotas en voluntarias
- 8 de junio. Asamblea plenaria del CGH (FES-Cuautitlán). 27 de 36 escuelas rechazan el nuevo RGP
- 10 de junio. Marcha del CGH en cuatro puntos cardinales (Tlatelolco; Tlalpan y Villa de Cortés; Casco de Santo Tomás y estación del Metro Zaragoza) al Zócalo, conmemorando el 10 de junio de 1971
- 14 de junio. Asamblea plenaria del CGH (Facultad de Ciencias), 34 escuelas por continuar el paro hasta la resolución de los seis puntos. La Comisión de Ciencia y Tecnología de la Cámara de Diputados se ofrece como garante de encuentro entre estudiantes y Rectoría
- 19 de junio. Asamblea plenaria del CGH (ENEP-Aragón). Aceptan sin condiciones la propuesta de la Comisión de Ciencia y Tecnología de la Cámara de Diputados
- 24 de junio. Mitin convocado por Rectoría en la Plaza de Santo Domingo. Barnés afirma que no hará más concesiones para el diálogo
- 25 de junio. Asamblea plenaria del CGH (ENEP-Iztacala)
- 28 de junio. Al encuentro en San Lázaro acudirá en representación del rector: Rafael Pérez Pascual, Silvia Torres Castilleja, Cristina Puga, Ángel Díaz-Barriga, Ricardo Pozas Horcasitas, José Núñez Castañeda, José Luis Mateos, Jorge Alberto Villamil, Arturo Bouzas y Ricardo Tapia. Diputados de la Comisión de Ciencia y Tecnología acuden al auditorio Che Guevara para ofrecer un auditorio para que las comisiones de ambas partes se encuentren, otro con capacidad para 100 personas y dos salas de prensa a fin de que al término del encuentro den conferencias a los medios de información
- 29 de junio. Fracasa encuentro en San Lázaro. La Comisión de Encuentro (CE) de Rectoría no aceptó el formato de diálogo propuesto por el CGH.[1][29]

#### Julio
- 1 de julio. Asamblea plenaria extraordinaria del CGH (Preparatoria 4). Rechaza el formato condicionado al levantamiento de la huelga para el 7 de julio
- 3 de julio. Asamblea plenaria del CGH (Fac. Ciencias). Carta del CGH a la Comisión de Encuentro. CGH y Comisión de Encuentro de Rectoría aceptan reunirse en el Palacio de Minería para acordar el formato de diálogo. Rectoría pide ausencia de público y manifestaciones fuera del recinto
- 5 de julio. Primer encuentro entre comisiones del CGH (120 delegados, 13 en la mesa) y Rectoría (10 representantes) en el Palacio de Minería. Llegan a los primeros acuerdos sobre agenda y formato de diálogo
- 6 de julio. Segundo día de encuentro en el Palacio de Minería. CGH rechaza ultimátum de Rectoría para levantar la huelga el 7 de julio
- 9 de julio. Marcha contra la privatización de la UNAM, de Tlatelolco al Zócalo
- 10 de julio. Asamblea plenaria del CGH (Preparatoria 1). Rechazan propuesta de agenda y formato de diálogo de la Comisión de Encuentro de Rectoría. Problemas en la plenaria por la representación de la FCPyS y ENEP-Acatlán disputada por distintos grupos, así como la iniciativa de quitar votos a Coordinadora de Posgrado por no estar en huelga
- 12 de julio. Tercera reunión entre comisiones del CGH y Rectoría en Palacio de Minería. Mutuas acusaciones, sin acuerdos
- 15 de julio. Cuarta reunión entre comisiones del CGH y Rectoría en Palacio de Minería. CGH exige se agenden los seis puntos del pliego petitorio, la CE se niega. Los abogados Ignacio Burgoa Orihuela y Raúl Carrancá y Rivas presentan denuncia en la PGR contra estudiantes en huelga por el delito de despojo
- 16 de julio. Debate entre universitarios sobre el balance y perspectivas del movimiento (auditorio Che Guevara)
- 19 de julio. La Comisión de Encuentro de Rectoría se niega a reunirse con el CGH en el Palacio de Minería
- 23 de julio. Alteraciones realizadas por un miembro del CGH al mural de David Alfaro Siqueiros en CU
- 24 de julio. Asamblea plenaria del CGH (Facultad de Ingeniería). Se pronuncia en contra de atentados al patrimonio universitario y exige investigación sobre las alteraciones al mural de Siqueiros. Algunos miembros del CGH exigen la expulsión de las corrientes cercanas al PRD, como son los del CCH-Naucalpan y Posgrado
- 26 de julio. Marcha del Museo de Antropología e Historia al Zócalo, encabezada por contingente de la ENAH
- 27 de julio. Propuesta de “8 profesores eméritos”
- 28 de julio. CGH inicia discusión en torno a la propuesta de los eméritos
- 30 de julio. CGH se divide en torno a la propuesta de los eméritos
- 31 de julio. Asamblea plenaria del CGH (Preparatoria 5). Rechazan la propuesta de los eméritos por no satisfacer los seis puntos del pliego petitorio.[1][29]

#### Agosto
- 1 de agosto. Rectoría inicia las inscripciones en sedes alternas; CGH las desconoce y advierte que no las bloqueará, pero sí irá a manifestarse en contra. CGH convoca a los eméritos a un foro deliberativo para el 10 de agosto en el auditorio Che Guevara, para aportar ideas sobre el pliego petitorio
- 3 de agosto. Altercados y enfrentamientos en sedes alternas de inscripciones entre estudiantes en huelga y supuestos porros. Con o sin huelga, inician clases el 16 de agosto: autoridades de la UNAM
- 4 de agosto. La policía capitalina detiene a 110 estudiantes que intentaban evitar los trámites extramuros de inscripciones. CGH advierte que la violencia los llevará a tomar medidas extraordinarias
- 5 de agosto. Eméritos se reúnen en las facultades de Química y FFyL con comisión de enlace del CGH para definir mecanismos del debate
- 6 de agosto. Durante una visita al Hospital General, donde alumnos realizaban, trámites de inscripción, Barnés afirma que de continuar el paro indefinido de labores se corre el riesgo de que la universidad cierre sus puertas definitivamente.
- 7 de agosto. Asamblea plenaria del CGH (Facultad de Contaduría). La provocación y represión permean el ambiente
- 10 de agosto. Encuentro de profesores eméritos (Luis Villoro, Alfredo López Austin, Manuel Peimbert, Adolfo Sánchez Vázquez) con el CGH, AUA, CPI, STUNAM y padres de familia en el auditorio Che Guevara. Sánchez Vázquez: “La única garantía que podemos ofrecer es nuestro peso moral”
- 13 de agosto. Marcha contra la represión en clases extramuros, del Ángel de la Independencia al Zócalo
- 14 de agosto. Asamblea plenaria del CGH (auditorio Che Guevara). En un resolutivo de 11 puntos rechazan la propuesta de los eméritos
- 17 de agosto. Eméritos instan al Consejo Universitario a reunirse y prepararse para recibir propuestas del CGH y tomar las medidas necesarias de inmediato
- 18 de agosto. Asamblea plenaria del CGH (Facultad de Ciencias). Fuertes enfrentamientos entre estudiantes de la ENEP-Acatlán
- 26 de agosto. 120 profesores eméritos y premios en ciencias y artes envían carta a Ernesto Zedillo, solicitándole que regrese a la UNAM a la legalidad. Cuatro de los ocho eméritos plantean que su propuesta puede ser enriquecida para buscar salida negociada al conflicto
- 27 de agosto. Ultimátum de Zedillo al CGH para que concluya la huelga antes de usar otros medios del Estado
- 29 de agosto. La Magna Asamblea por la Dignidad Académica apoya al CGH en su rechazo al ultimátum del presidente Zedillo
- 30 de agosto. Asamblea plenaria del CGH dura 30 horas (Facultad de Medicina y auditorio Che Guevara); votan 21 escuelas por flexibilizar el pliego petitorio, 17 por su cabal cumplimiento. Enfrentamientos entre escuelas, algunas corrientes desconocen la flexibilización
- 31 de agosto. Zedillo se reúne en Los Pinos con Barnés, académicos, alumnos contrarios a la huelga y el secretario de Educación Pública. Barnés encabeza mitin de antiparistas y apela a la vía legal.[1][29]

#### Septiembre
- 1 de septiembre. En el Informe de Gobierno, Zedillo no hace mención alguna sobre el conflicto en la UNAM. Estudiantes en huelga refuerzan vallas y barricadas ante amenaza de estudiantes opositores por retomar las instalaciones
- 2 de septiembre. El Consejo Universitario acepta en lo general la propuesta de los eméritos como base para la solución. CGH convoca para el 6 de septiembre a una comisión del Consejo Universitario que aprobó unilateralmente la propuesta de eméritos
- 4 de septiembre. Asamblea plenaria de CGH (auditorio Che Guevara). La mayoría de escuelas ignoran el acuerdo del Consejo Universitario sobre la propuesta de los eméritos, ratifican la flexibilización del pliego petitorio y demandan la creación de una comisión integrada por consejeros universitarios
- 6 de septiembre. Fracturas en el Consejo Universitario. Barnés responde que no integrará la comisión de consejeros universitarios solicitada por el CGH. CGH entrega invitación al Consejo Universitario para integrar comisión resolutiva y encontrarse en el Palacio de Minería. Consejo Universitario responde exigiendo al CGH integre comisión resolutiva no rotativa
- 11 de septiembre. Asamblea plenaria del CGH; 19 asambleas piden poner fecha límite al Consejo Universitario para que responda favorablemente a la flexibilización del pliego o regresar al cabal cumplimiento de los seis puntos
- 13 de septiembre. Marcha de las Antorchas, del Museo de Antropología al Zócalo. CGH, organizaciones sociales y padres de familia
- 14 de septiembre. Consejo Universitario se divide. Un grupo de casi 40 miembros de los independientes abandonó el pleno al señalar que no se puede condicionar de antemano el diálogo
- 15 de septiembre. CGH se deslinda de agresiones contra directivos del periódico La Jornada en el Museo de la Ciudad de México. Noche cívica popular en CU, acompañados de organizaciones sociales y una delegación del EZLN.
- 18 de septiembre. Asamblea plenaria del CGH (auditorio Che Guevara). Rechazo por más de 23 escuelas a los resolutivos adoptados en la anterior asamblea logrando revocarlos (ultimátum a autoridades o vuelta a los seis puntos y amenaza de cerrar institutos de investigación)
- 23 de septiembre. A pesar de las divisiones internas, el Consejo Universitario aprobó con 103 votos a favor la creación de una Comisión de Contacto integrada por 13 consejeros, cuyo objetivo sería entablar relación con el CGH
- 24 de septiembre. Primera reunión de trabajo de la Comisión de Contacto del Consejo Universitario (13 integrantes). Invitan al CGH a que expongan sus propuestas
- 25 de septiembre. Asamblea plenaria de CGH (auditorio Che Guevara). Fuerte enfrentamiento y golpes entre asambleas que defienden mantener la huelga hasta el cumplimiento de los seis puntos y los que buscan contacto para el diálogo las autoridades. Se presentaron tres integrantes de la Comisión de Contacto nombrada por el Consejo Universitario y llegaron hasta la mesa de la asamblea con una carta-invitación para retomar el diálogo
- 26 de septiembre. La Comisión de Contacto del Consejo Universitario acepta la cita con el CGH
- 27 de septiembre. CGH responde que el encuentro con la Comisión de Contacto (CC) nombrada por el Consejo Universitario no será de diálogo, sino el mecanismo para acordar los términos del mismo
- 29 de septiembre. Reunión de comisiones del CGH y de Rectoría para entrega de agenda y formato de diálogo (Academia de San Carlos)
- 30 de septiembre. Los ocho profesores eméritos enviaron un documento al Consejo Universitario y al CGH en el que anuncian que sus actividades como grupo han llegado a su fin. Instan a las autoridades universitarias a llevar a un buen terminó la negociación.[1][29]

#### Octubre
- 2 de octubre. Marcha de Ciudad Universitaria a Tlatelolco
- 5 de octubre. Asamblea plenaria del CGH (Fac. Contaduría); 34 escuelas demandan al Consejo Universitario diálogo directo, público, resolutivo. Proponen consulta sobre la renuncia de Barnés. UPN y UAM realizan paro de 24 horas en defensa de la educación pública
- 6 de octubre. Toma de la ENEP-Acatlán durante unas horas por parte de autoridades, trabajadores de seguridad y estudiantes en contra de la huelga, con planificación y apoyo policíaco Estudiantes de CCH-Naucalpan y de Acatlán en el exilio retoman las instalaciones
- 12 de octubre. Asamblea plenaria del CGH (ENEP-Acatlán). Instalan alambre de púas en la mesa. Emplazan a autoridades para reunirse el 18 de octubre a las 12 horas en el auditorio Che Guevara y establecer las bases del diálogo resolutivo. Los representantes de la ENEO, CUEC, Música, Preparatoria 1 y Psicología se retiran de la asamblea, aunque niegan que eso signifique una fractura.
- 13 de octubre. El Consejo Universitario aprueba la creación de una comisión especial organizadora de los espacios de discusión como base de una negociación
- 14 de octubre. Marcha de TV-Azteca a Televisa, bloqueando el Periférico. Más de 200 granaderos resguardan el Periférico, algunos de ellos golpean a estudiantes. Represión de la policía capitalina
- 15 de octubre. Rosario Robles justifica el desalojo del Periférico y cuestiona a la Rectoría por no solucionar el conflicto
- 16 de octubre. Asamblea plenaria del CGH (Preparatoria 2). Reafirman su disposición al diálogo y condenan al GDF
- 18 de octubre. CGH decide cerrar institutos de investigación, excepto la DGSCA y los que tengan material de riesgo, plantas o animales. Retira votos al CCH-Naucalpan y los entrega a estudiantes en exilio de Acatlán. La comisión de Rectoría no acude a la invitación del CGH
- 19 de octubre. Barnés anuncia la presentación de denuncias ante el Ministerio Público en contra de estudiantes del CGH, acusándolos de despojo por el cierre de institutos.
- 20 de octubre. Asamblea plenaria extraordinaria del CGH (auditorio Che Guevara). Debido al riesgo de represión generalizada proponen jornada de movilizaciones. Varias escuelas piden al CGH no caer en la provocación de las autoridades de alejar una posible solución negociada al conflicto
- 22 de octubre. El abogado de la UNAM presenta 18 denuncias más y ratifica las 81 presentadas anteriormente en contra de estudiantes huelguistas. Barnés pone ultimátum a paristas moderados para la negociación o la única vía que queda es la legal
- 24 de octubre. Asamblea plenaria de CGH (Fac. Contaduría). Acuerdan no acudir con la Comisión de Contacto de Rectoría y exigir se nombre ya una comisión resolutiva
- 25 de octubre. Encapuchados con pistolas toman por unas horas la Preparatoria 9, el CGH la recupera. Segundo intento de toma de instalaciones de la ENEP-Acatlán por parte de estudiantes opositores a la huelga
- 26 de octubre. Consulta ciudadana por la renuncia de Barnés organizada por el CGH con mil 513 casillas
- 29 de octubre. La Comisión de Contacto del Consejo Universitario manda carta al CGH en la que explica sus atribuciones y que no puede ser resolutiva
- 31 de octubre. Asamblea plenaria de CGH (Preparatoria 7). Retienen a dos personas que acusan de ser agentes de Gobernación[1][29]

#### Noviembre
- 4 de noviembre. La Comisión de Contacto de Rectoría no acude a la cita hecha por el CGH en el auditorio Che Guevara por no ser resolutiva
- 5 de noviembre. Marcha exigiendo la renuncia del rector Barnés, de Televisa San Ángel al Auditorio Nacional). Fuerte operativo de seguridad policíaca. Inédita cobertura de medios de comunicación; no se reportan incidentes
- 9 de noviembre. Resultados de la consulta del CGH en la que participaron 472 mil personas, la mayoría por la renuncia de Barnés. Asamblea plenaria del CGH (Fac. Ciencias). Ratifican el ultimátum para que las autoridades nombren una comisión resolutiva
- 10 de noviembre. Sesión del Consejo Universitario en la Antigua Escuela de Medicina. Refrendan su apoyo al rector Barnés. Consejeros estudiantes abandonan el pleno
- 12 de noviembre. Renuncia el rector Barnés. CGH recibe la noticia como un triunfo del movimiento estudiantil. Marcha del Metro Toreo de Cuatro Caminos al Palacio Municipal de Naucalpan exigiendo cese al hostigamiento contra estudiantes en huelga de la ENEP-Acatlán
- 13 de noviembre. La Junta de Gobierno se instala en sesión permanente y expide convocatoria para proponer los nombres de candidatos para ocupar la Rectoría
- 14 de noviembre. CGH descalifica la consulta de la Junta de Gobierno entre la comunidad universitaria para elegir rector
- 17 de noviembre. Juan Ramón de la Fuente es nombrado por la Junta de Gobierno como el nuevo rector de la UNAM
- 18 de noviembre. Asamblea plenaria de CGH (ENEP-Aragón). Llama al nuevo rector De la Fuente al diálogo inmediato y resolutivo sobre la base del pliego petitorio. De la Fuente comienza a integrar el equipo que negociará con el CGH
- 21 de noviembre. De la Fuente nombra una comisión de cinco personas para que se reúna con el CGH en el Che Guevara y acuerden los términos para el diálogo. Inicia encuentros con diversos sectores de la comunidad universitaria a fin de generar consensos
- 22 de noviembre. Comisión de Rectoría convoca en el Che Guevara al CGH a reunirse con el rector De la Fuente el 29 de noviembre
- 24 de noviembre. Foro debate en la Preparatoria 5 para discutir la solución al conflicto y las perspectivas sobre el Congreso Universitario. Se reúne De la Fuente con consejeros profesores e investigadores.
- 25 de noviembre. De la Fuente se reúne con comunidades de Ingeniería, Contaduría, Economía y de la Coordinación de Humanidades
- 27 de noviembre. Comunicado del CGH advirtiendo sobre la “trampa” de De la Fuente. Asamblea plenaria del CGH (Preparatoria 6). Aceptan asistir al diálogo con el rector en el Palacio de Minería. Los “moderados” regresan a la asamblea
- 29 de noviembre. Reunión preparatoria para el diálogo entre comisiones del CGH y De la Fuente. El rector acepta dialogar sobre el pliego petitorio y que inicie el 1 de diciembre. Presenta una propuesta de 10 puntos que debe analizar el CGH
- 30 de noviembre. CGH entrega la Torre II de Humanidades. El Consejo Universitario retira sanciones de expulsión provisional a cuatro estudiantes de la Facultad de Medicina. Asamblea plenaria del CGH (auditorio Che Guevara), a fin de acordar la respuesta que se dará a De la Fuente[1][29]

#### Diciembre
- 1 de diciembre. Segundo encuentro entre comisiones del CGH y Rectoría en el Palacio de Minería. Ambas dan a conocer su postura sobre el formato y la agenda de diálogo
- 4 de diciembre. Asamblea plenaria de CGH (Fac. Contaduría). Poca asistencia de estudiantes
- 5 de diciembre. Comunicado de la UNAM en el que responden que todas las condiciones puestas por el CGH para dialogar ya han sido satisfechas. De la Fuente se ha reunido con 39 grupos de la comunidad universitaria
- 6 de diciembre. Tercer encuentro entre comisiones del CGH y Rectoría. Las conversaciones para el comienzo del diálogo fueron interrumpidas por la representación de rectoría al levantarse de la mesa de negociaciones sin llegar a la firma de acuerdo alguno y sin ninguna coincidencia para reanudarlo
- 7 de diciembre. Comisión del CGH no se presenta al encuentro en Minería, pues no aceptan la imposición unilateral del formato de diálogo de Rectoría. De la Fuente: habrá Congreso resolutivo si así lo deciden los universitarios
- 8 de diciembre. Cuarto encuentro entre comisiones del CGH y Rectoría. Empantanados en la agenda de diálogo y en la discusión sobre la institucionalidad
- 10 de diciembre. Quinto encuentro entre comisiones de CGH y Rectoría. Se firman los primeros cuatro acuerdos
- 11 de diciembre. Marcha del tianguis de El Chopo a Embajada de EE. UU.. Enfrentamientos con granaderos: 98 detenidos y 10 lesionados
- 12 de diciembre. CGH suspende diálogo con Rectoría en protesta por los enfrentamientos en la Embajada de EE. UU.. Plantón en la explanada de las oficinas de la PGJDF y de la Agencia 50 del MP, y en el Tutelar para Menores. Comienza la organización entre padres de familia, abogados y estudiantes. CGH expresa que fue una provocación e infiltración
- 13 de diciembre. 73 estudiantes son enviados al Reclusorio Norte, 19 al Consejo Tutelar para Menores, del que son liberados. Comisión de De la Fuente llama a reiniciar de inmediato el diálogo. Al Palacio de Minería sólo asisten 22 estudiantes del CGH a leer un documento
- 14 de diciembre. Frente a los exrectores Pablo González Casanova, Jorge Carpizo, José Sarukhán, Guillermo Soberón y Octavio Rivero e integrantes de la Junta de Gobierno, del Patronato Universitario, de la comisión del rector para el diálogo, del Consejo Universitario, del cuerpo directivo y de maestros eméritos, De la Fuente pronunció un discurso en el que exhortó a los universitarios a colocar en primer plano las coincidencias y dirimir las diferencias
- 15 de diciembre. Liberan bajo fianza a todos los estudiantes presos
- 16 de diciembre. Marcha de la Secretaría de Relaciones Exteriores (SRE) a la embajada de EE. UU. y al Zócalo. Dictan auto de formal prisión a estudiantes liberados
- 18 de diciembre. Asamblea plenaria del CGH (Preparatoria 7). Discusión dividida entre reanudar el diálogo con las autoridades de inmediato o hasta que se retiren los cargos penales contra los detenidos. Deciden por mayoría reiniciarlo inmediatamente
- 20 de diciembre. Sexto encuentro entre comisiones de CGH y Rectoría
- 21 de diciembre. Séptimo encuentro entre comisiones del CGH y Rectoría. Llegan a seis puntos de coincidencia para comenzar el diálogo formal
- 22 de diciembre. Octavo encuentro entre comisiones de CGH y Rectoría. Rectoría entrega propuesta al CGH y suspende el diálogo
- 23 de diciembre. CGH aceptó que la sede del diálogo sea en el Palacio de Minería, siempre y cuando se respete su carácter público
- 26 de diciembre. Asamblea plenaria de CGH (Preparatoria 2). Deciden acudir al Palacio de Minería a exigir diálogo abierto que incluya entre sus delegados a Centro Libre de Experimentación Teatral (CLETA) y a la Preparatoria Popular Tacuba
- 28 de diciembre. Comisión de Rectoría no acude al Palacio de Minería
- 30 de diciembre. Comité de Huelga del CCH-Naucalpan anuncia que entregará las instalaciones a cambio del retiro de actas penales en su contra y la recalendarización del semestre[1][29]

### Enero
- 1 de enero. CGH rechaza propuesta de congreso de De la Fuente
- 2 de enero. Asamblea plenaria del CGH (Fac. Ciencias). Expulsan a cinco miembros del Campo Krusty de la ENEP-Acatlán por saqueo. Amenazan de muerte y golpean frente a Rectoría a dos abogados defensores de estudiantes en huelga. Estalla pólvora en el CCH-Naucalpan cuando estudiantes preparaban petardos; dos heridos
- 3 de enero. Fracasa la entrega del CCH-Naucalpan a las autoridades universitarias, pues éstas no asistieron y el CGH no interviene para recuperarlo
- 4 de enero. Se reúne De la Fuente con académicos de la FCPyS. Ingresan 20 encapuchados, asaltan y golpean a estudiantes de la Preparatoria 8
- 5 de enero. CGH rechaza totalmente la propuesta de solución al conflicto que presentará al Consejo Universitario al rector pues mutila el pliego petitorio
- 6 de enero. De la Fuente presenta propuesta institucional para la solución del conflicto. El Consejo Universitario la acepta. Se propone un plebiscito para someter la propuesta a la comunidad universitaria. CGH la envía a discusión de las asambleas de cada escuela
- 7 de enero. En el Palacio de Minería, los representantes de De la Fuente entregaron el texto de la propuesta global al pliego petitorio del movimiento estudiantil para su análisis y discusión en las asambleas que integran el CGH, mismo que descalificaron los delegados del CGH por ser unilateral y violatoria de los acuerdos del 10 de diciembre
- 8 de enero. Asamblea plenaria del CGH (Preparatoria 8). Rechazan la propuesta del rector por carecer de los fundamentos para solucionar el conflicto universitario
- 9 de enero. CGH anuncia la realización de su propia consulta para el 18 y 19 de enero
- 10 de enero. La comisión de Rectoría suspende el diálogo con el CGH y no se presenta al Palacio de Minería
- 11 de enero. La comisión de Rectoría no se presenta al Palacio de Minería. El CGH retira el tema de discusión sobre formato de diálogo
- 12 de enero. 54 escritores apoyan el plebiscito de Rectoría. CGH lo rechaza
- 16 de enero. Asamblea plenaria de CGH (Fac. Arquitectura). Reiteran rechazo al plebiscito. Rectoría da a conocer las preguntas del plebiscito. Grupo de 36 eméritos llaman a la comunidad universitaria a participar en el plebiscito
- 18 y 19 de enero. Consulta Popular del CGH con más de mil 500 casillas instaladas
- 20 de enero. Plebiscito de Rectoría con 930 casillas instaladas. Votaron más de 180 mil personas. Estudiantes del CCH-Naucalpan abandonan las instalaciones
- 21 de enero. Rectoría da a conocer el resultado del plebiscito. CGH da a conocer el resultado de la Consulta. Ambos dicen que la gran mayoría votaron a favor de sus propuestas
- 22 de enero. Asamblea plenaria de CGH (auditorio Che Guevara). La mayoría de las asambleas se manifestaron por el reinicio del diálogo con las autoridades
- 24 de enero. Mensaje del rector. Exhorta al CGH a acatar los resultados del plebiscito y reanudar de inmediato el diálogo con la universidad abierta
- 25 de enero. De la Fuente intenta entrar a CU para entregar al CGH los resultados del plebiscito. CGH se niega a recibirlos
- 26 de enero. De la Fuente solicita el resguardo por la Policía Federal Preventiva (PFP) de las instalaciones del CUEC, ENEO y la Dirección General de Preparatorias, en coordinación con el GDF. Conatos de violencia entre estudiantes en huelga y estudiantes opositores al querer tomar las instalaciones. Después dialogan y CGH acepta la realización de asambleas masivas para el 28 de enero
- 27 de enero. Grupos de estudiantes a favor y en contra de la huelga acuerdan la realización de foros, reuniones y encuentros para discutir si levantan el paro. Evitan enfrentamientos y rechazan la intervención de la fuerza pública pues viola la autonomía
- 28 de enero. Marcha del CGH del Casco de Santo Tomás al Zócalo. Enfrentamiento entre estudiantes en la Preparatoria 3 por intentar recuperar las instalaciones
- 29 de enero. Asamblea plenaria del CGH (auditorio Che Guevara)[1][29]

#### Febrero
- 1 de febrero. Violentos enfrentamientos entre cuerpo de seguridad de la UNAM, seguridad privada y gente contratada en contra del “Frente Estudiantil Justo Sierra”, conformado en días pasados por estudiantes a favor y en contra de la huelga de la Preparatoria 3. La PFP irrumpe, toma las instalaciones y detiene a 248 estudiantes (75 menores de edad), 37 heridos. CGH demanda la liberación de los detenidos para reiniciar el diálogo
- 2 de febrero. Rectoría lanza comunicado en que reprueba la agresión del CGH contra trabajadores de la UNAM. Los estudiantes apresados son acusados de los delitos de daño en propiedad ajena, sabotaje, lesiones dolosas, robo específico, terrorismo y motín
- 3 de febrero. De la Fuente acusa implícitamente a las autoridades del GDF de no actuar de manera oportuna en los sucesos de la Preparatoria 3 y convoca al CGH a reunión extraordinaria y cerrada ese mismo día con el fin de precisar los términos de la devolución pacífica e inmediata de las instalaciones
- 4 de febrero. Sin acuerdos, plática entre CGH y Rectoría en la Antigua Escuela de Medicina. CGH exige libertad a los presos; Rectoría exige las instalaciones. Marcha del Ángel de la Independencia al Zócalo, por la libertad de los presos y la renuncia de De la Fuente
- 5 de febrero. Asamblea plenaria del CGH (auditorio Che Guevara). Demandan una vez más el reinicio del diálogo resolutivo con las autoridades universitarias y exigen la liberación de los alumnos procesados
- 6 de febrero. A las 6.35 a. m. la PFP toma CU, son 700 detenidos en el auditorio Che Guevara entre estudiantes, padres de familia y simpatizantes. Los estudiantes apresados son trasladados al Reclusorio Norte y al Consejo Tutelar de Menores. Además existen órdenes de aprehensión contra 300 estudiantes más. Zedillo asume completamente la responsabilidad. Marcha de estudiantes y padres de familia del Ángel de la Independencia al Monumento a la Revolución en demanda de la liberación de estudiantes. Mensaje de De la Fuente: grupos ajenos a la universidad impidieron la solución del conflicto
- 9 de febrero. Marcha de 100 mil personas exigiendo libertad de los presos
- 14 de febrero. Reinicio de las actividades académicas[1][29]